# Monastero di Petersberg
Il monastero di Petersberg (oggi chiesa di San Pietro di Petersberg) era un monastero benedettino situato presso Petersberg, nei pressi di Fulda, in Bassa Franconia, Germania. Costruito nel IX secolo, il monastero viene già citato in documenti del 1020 col nome di Mons Sancti Petri. Al suo interno, il complesso accoglie le pitture murali più antiche dell'intera Germania.
Nella cripta del monastero venne sepolta santa Lioba di Tauberbischofsheim, motivo per cui nei secoli la chiesa del monastero divenne nota anche col soprannome di Liobakirche. Dal 1995 è tornato nella chiesa il reliquiario col teschio della santa.

## Localizzazione
Il monastero di Petersberg si trova ancora oggi isolato su un poggio basaltico che sovrasta l'omonimo villaggio, nei pressi della città di Fulda. La chiesa offre un'ampia vista sul bacino del fiume Fulda, sulla città omonima, sull'abitato di Petersberg e su gran parte dei luoghi circostanti, essendo l'unica altura così sopraelevata.

## Storia

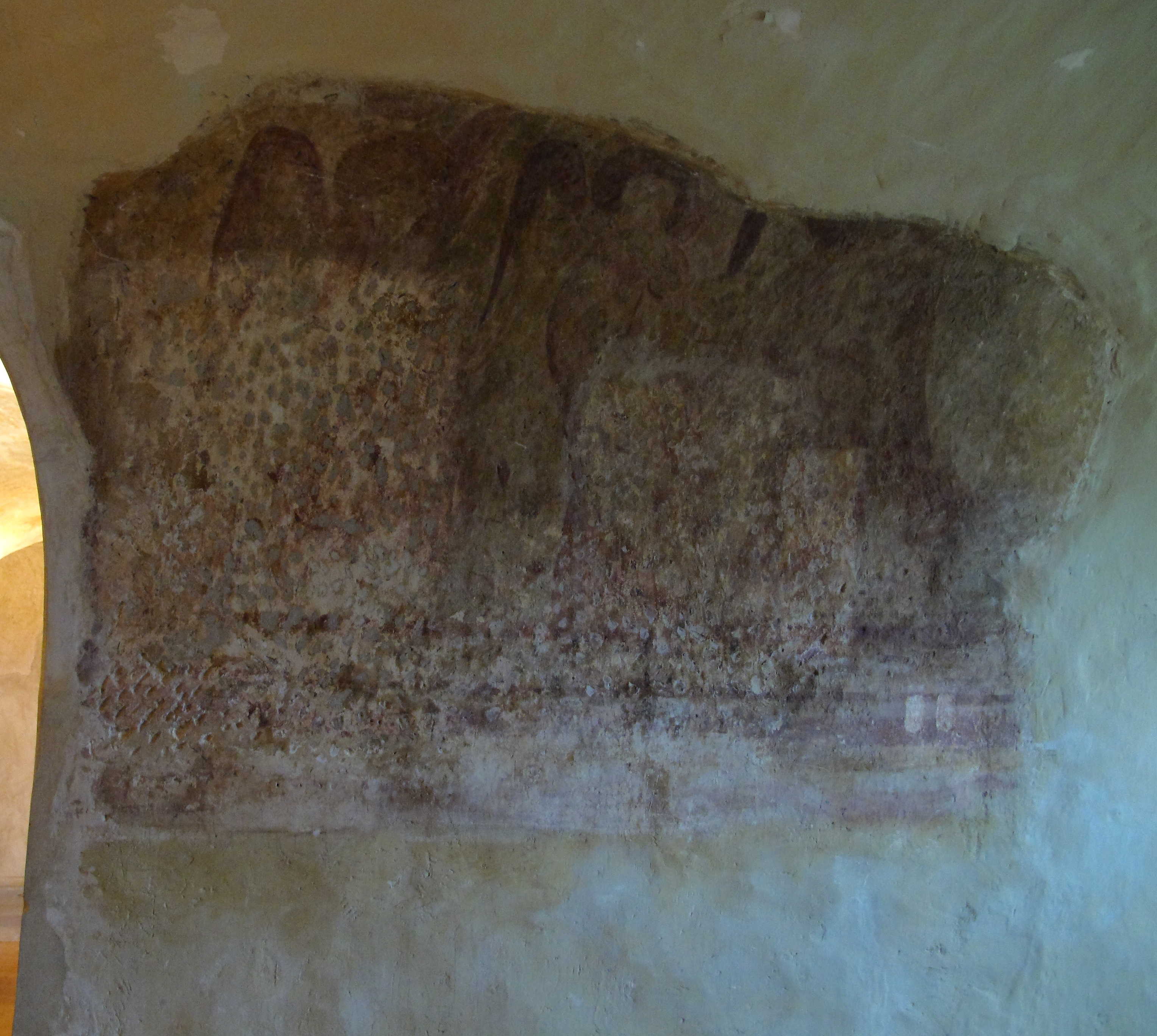
Le pitture della cripta di Petersberg sono le più antiche di tutta la Germania

Una prima chiesa in questo punto venne probabilmente costruita già al tempo dell'abate Baugulfo di Fulda a cavallo tra l'VIII e il IX secolo. L'abate di Fulda Rabano Mauro negli anni '30 del IX secolo fece costruire una basilica a tre navate e istituì per primo un monastero benedettino su quello che già era noto col nome di Petersberg (monte di San Pietro). La chiesa venne consacrata dallo stesso Rabano Mauro il 28 settembre 836/838, il quale fece inoltre trasportare in loco le spoglie di santa Lioba di Tauberbischofsheim dalla collegiata di Fulda alla cripta della chiesa di San Pietro che venne per l'appunto costruita.
L'edificio venne distrutto da un attacco degli ungari nel 915, e pertanto l'abate di Fulda, Haicho, fece restaurare gli edifici bruciati. Altri danni si verificarono nel 1327/1331, durante le guerre contadine del XVI secolo e nel corso della guerra dei trent'anni, motivo per cui le ossa di santa Lioba vennero riportate nella collegiata di Fulda per proteggerle dai saccheggi. In loco venne invece lasciato il sarcofago vuoto ove erano state deposte le spoglie della santa perché ritenuto miracoloso esso stesso: periodicamente (come illustrato da una serie di affreschi in loco) vi era la tradizione per le mamme di figli malati di riporre i loro vestiti all'interno del sarcofago e poi di farli indossare agli ammalati, pratica che venne vietata nel 1915 dalla diocesi di Fulda.

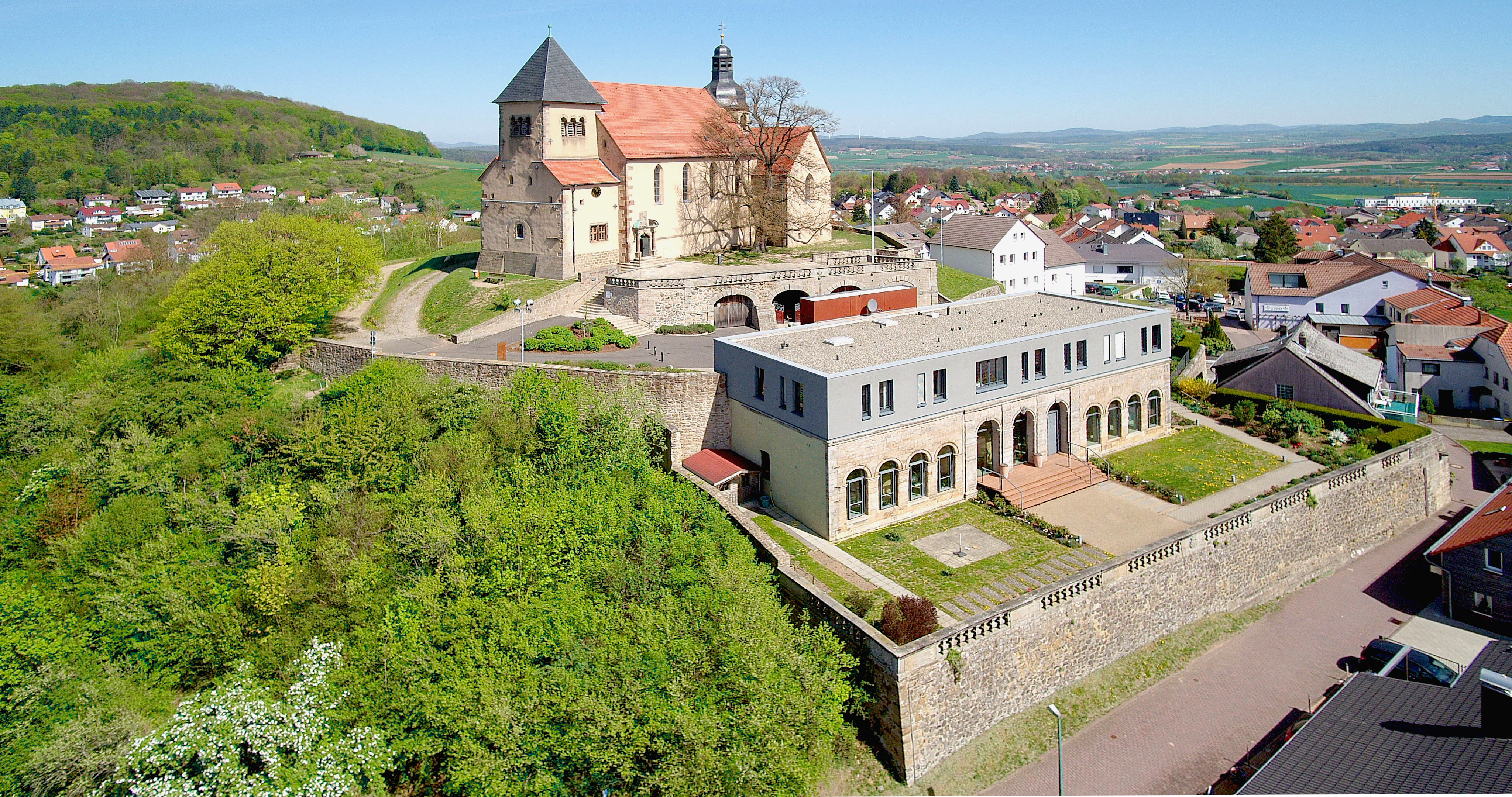
Il complesso abbaziale nel 2019: si noti, come avancorpo della chiesa, l'attuale struttura conventuale che dal 2007 ospita le suore di santa Lioba

Gli abati di Fulda istituirono nel 1298 un prevostato per il monastero di Petersberg affidando un prevosto quale loro rappresentante e guida spirituale di questa parte del territorio abbaziale.
Nel corso della mediatizzazione del Sacro Romano Impero, il monastero venne sciolto nel 1802. Nel 1957 l'abitato di Petersberg costruì la nuova chiesa parrocchiale del paese, dedicata a Rabano Mauro, posta più in centro al paese, anche se la chiesa parrocchiale titolare continua ancora oggi ad essere quella di San Pietro. Tale decisione fu dovuta essenzialmente a questioni di praticità in quanto agli abitanti risultava scomodo doversi arrampicare sino in cima al monte per la partecipazione alla messa quotidiana. Nel settembre del 2007, in occasione del 1225º anniversario della morte di santa Lioba, sui resti dell'antico convento di Petersberg, ormai in disuso, venne costruita una nuova struttura conventuale per accogliere le monache benedettine di santa Lioba che qui fondarono un moderno monastero. Dal 1995 la reliquia del teschio di santa Lioba, conservata a Fulda dall'epoca dei saccheggi, venne riportata al monastero e deposta nella cripta della chiesa di San Pietro.

## La chiesa di san Pietro

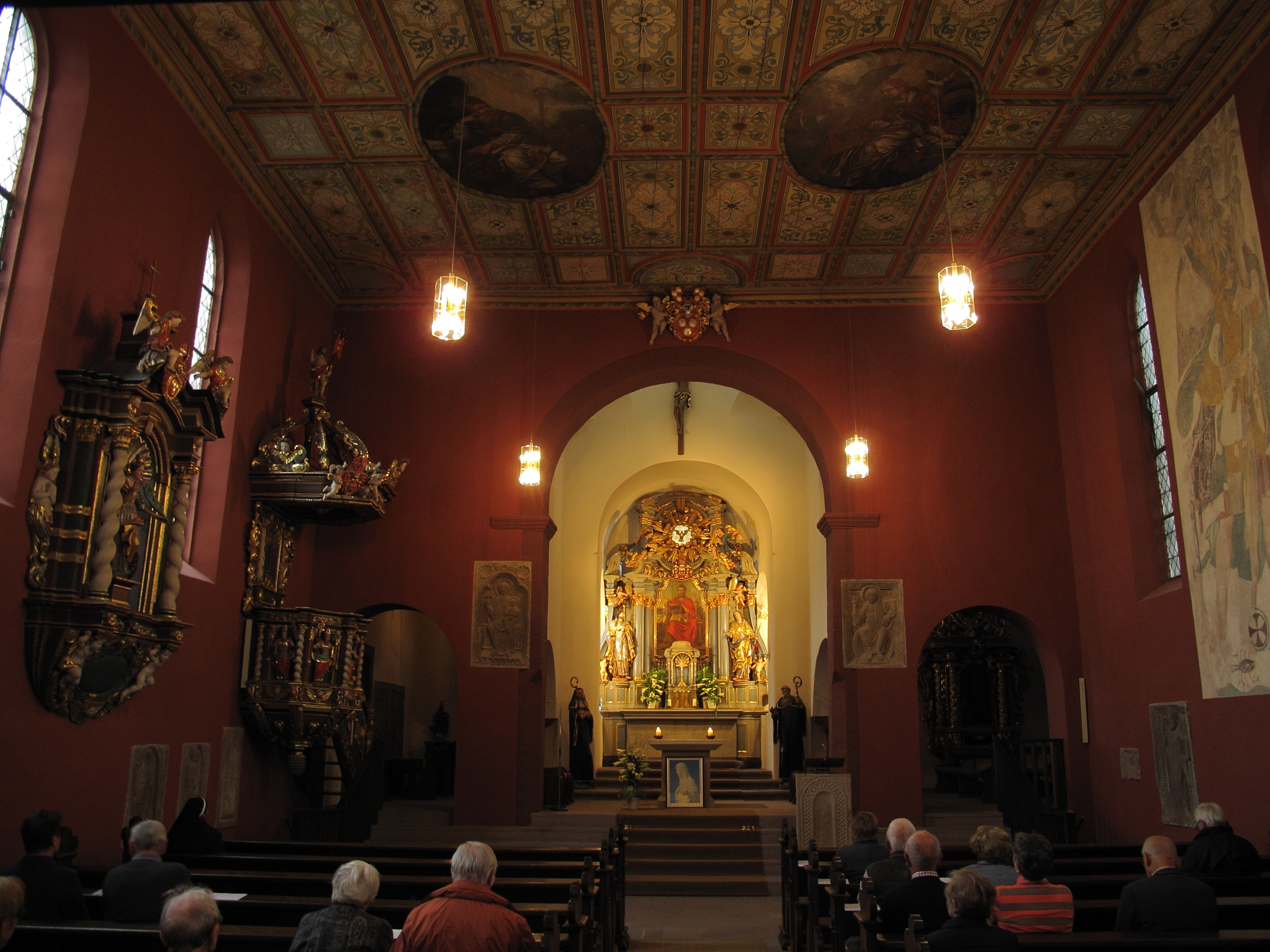
L'interno della chiesa di san Pietro del monastero di Petersberg

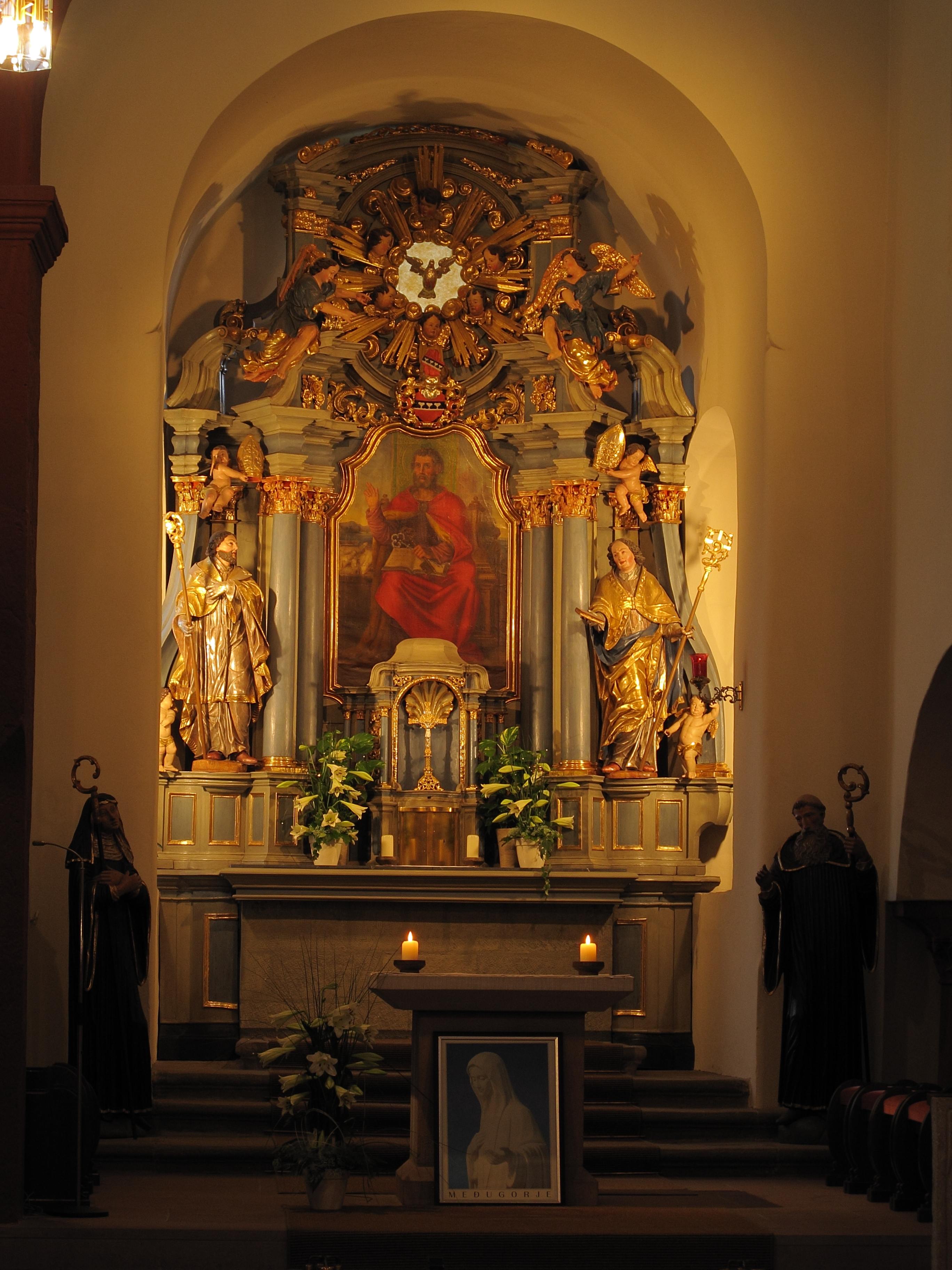
L'altare maggiore, di stile barocco, dedicato a san Pietro

L'attuale chiesa di San Pietro, nel complesso claustrale di Petersberg, presenta ancora diversi tratti originali risalenti all'epoca carolingia pur avendo subito non poche modifiche nel corso dei secoli. Originali sono infatti il coro, tripartito con volta a crociera e la cripta sotto l'altare maggiore, dove sono presenti tre absidi, ciascuna con un proprio altare. Dietro l'altare maggiore si trova l'ormai sarcofago vuoto di santa Lioba, le cui reliquie sono oggi conservate all'interno della cripta. La torre del coro ed il campanile occidentale sono stati realizzati in stile romanico. La chiesa era originariamente composta da tre distinte navate ma venne ricostruita nel 1479 in una sola navata, in stile tardo gotico.
L'interno della chiesa è stato "modernizzato" in epoca barocca sotto la supervisione del prevosto Konstantin Schütz von Holzhausen (che fu anche vescovo ausiliario a Fulda), lavori che vennero successivamente smantellati solo in parte grazie agli altrettanto numerosi interventi di restauro che si ebbero nel 1889, nel 1907, nel 1930, nel 1954, nel 1974 e, più recentemente, nel 2002-2007. Nella chiesa sono conservati anche otto bassorilievi romanici in pietra della seconda metà del XII secolo.
Nella chiesa si trova anche la tomba del cronista dell'abbazia di Fulda, Apollo von Vilbel († 1536), che fu prevosto di Petersberg e poi abate del monastero di Limburg, nel Palatinato.

## Prevosti di Petersberg (1299-1802)
- Gottfried von Steckelberg, 1299-1328
- Dietrich von Bimbach, c. 1353
- Giso von Haun, c. 1387–1401
- Johann von Buchenau, c. 1443–1449
- Johann Nasse von Linsingen, c. 1471[1]
- Wilkin von Küchenmeister, 1475–1488
- Philipp von Herda, c. 1492
- Apollo von Vilbel, c. 1515–1522
- Philipp Schenck zu Schweinsberg, 1536–1550, divenne principe-abate di Fulda nel 1541 pur mantenendo l'incarico di prevosto, oltre che quelli di prevosto di Rasdorf, Johannesberg e Frauenberg
- Wolfgang Dietrich von Eusigheim, 1550–1558, anche principe-abate di Fulda, già prevosto di Johannesberg, Frauenberg, poi prevosto di Holzkirchen e di Thulba
- Wolfgang Schutzbar gen. Milchling, 1558-1567, fu nel contempo principe-abate di Fulda e prevosto di Johannesberg e di Frauenberg
- Balthasar von Dernbach, c. 1585
- Johann Friedrich von Schwalbach, c. 1608, già prevosto di Michaelsberg, Blankenau e dal 1606 principe-abate di Fulda
- Petrus von der Feltz, 1613-1624
- Johann Adolf von Hoheneck, 25 luglio 1625 - 1635, 1633–1635 anche principe-abate di Fulda e prevosto di Johannesberg
- Joachim von Gravenegg, 1635–1638 (dimesso nel 1638), poi prevosto di Holzkirchen e di Michaelsberg
- Matthias Benedikt von Rindtorff, 14 agosto 1638 - ?
- Johann Michael von Hochstetten, 30 ottobre 1643 - ?
- Ämilian von Dalwig
- Gallus von Ostein, 19 maggio 1660 - ?
- Johann Michael von Hochstetten, ? - 1669 (rinuncia)
- Odo von Riedheim, 6 ottobre 1669 – 1690
- Philipp von Spiegel zu Diesenberg, 20 marzo 1691 - 1720
- Placidus von Bastheim, 8 gennaio 1721 – 1736
- Leopold Specht von Bubenheim, 1736–1738, già prevosto di Sannerz, poi prevosto di Neuenberg
- Bonifatius von Hutten, 23 maggio 1738-1739, già prevosto di Holzkirchen e di Thulba
- Karl von Fechenbach, 1739–1753, poi prevosto di Johannesberg e Andreasberg
- Anton von Hagenbach, 22 ottobre 1753-1758, già prevosto di Zella, poi prevosto di Johannesberg
- Konstantin Schütz von Holzhausen, 1758-1775, già prevosto di Blankenau
- Lothar von Breidbach zu Bürresheim, 30 settembre 1775-1778, già prevosto di Holzkirchen, poi prevosto di Andreasberg
- Adolf von Hövel, 20 marzo 1778-1788
- Sigismund von Bibra, 18 agosto 1794-1802, ultimo prevosto